# Kup europskih prvaka u rukometu 1979./80.
Ovo je 20. izdanje Kupa europskih prvaka u rukometu. TV Großwallstadt obranio je naslov. Sudjelovalo je 25 momčadi. Nakon dva kruga izbacivanja igrale su se četvrtzavršnica, poluzavršnica i završnica. Hrvatska je ove sezone imala svog predsatvnika Partizan iz Bjelovara, koji je zastupao Jugoslaviju, a ispao je u četvrtzavršnici od TV Großwallstadta (14:12, 17:21). Završnica se igrala u Münchenu ().

## Turnir

### Poluzavršnica
- Dukla Prag -  TV Großwallstadt 18:17, 14:17
- Atlético Madrid -  Valur Reykjavik 24:21, 15:18

### Završnica
- TV Großwallstadt -  Valur Reykjavik 21:12

- europski prvak:  TV Großwallstadt (drugi naslov)